# Coucou maman
Albums de Au Bonheur des Dames
Twist
(1974) Halte là!
(1978)
Coucou maman est le deuxième album du groupe français Au Bonheur des Dames sorti en 1975.

## Titres
1. Das ist das ouvertüre (Paroles: Costric 1er, musique: Ramon Pipin) - 0:30
2. 24000 Baci (Paroles: Piero Vivarelli, musique: Adriano Celentano & Lucio Fulci) - 2:25
3. Zanzibar (Hey then there now) (Paroles: Pipin, musique: Ralph Jones & Rudy Pompilli) - 2:08
4. Quand arrive l'été (Surfin' USA) (Paroles: Rita Brantalou, musique: Chuck Berry) - 2:22
5. Bebert le dromadaire (Paroles: Brantalou, musique: Pipin) - 2:40
6. Où j'ai mis ma mobylette (Gigolette) (Paroles: Brantalou, musique: Joe Melson & Roy Orbison) - 2:14
7. Le Parkinson (Paroles: Costric 1er, musique: Pipin) - 3:04
8. Intro - 0:30
9. Pauvre Laura (Tell Laura I love her) (Paroles: Costric 1er, musique: Jeff Barry & Ben Raleigh) - 3:24
10. Rizemblouse (Paroles: Shitty Télaouine, musique: Pipin) - 1:12
11. Le train bleu (Paroles & musique: Pipin) - 3:08
12. Sexy folie (Paroles & musique: Pipin) - 3:02
13. Coucou maman!... (Paroles: Hubert de la Motte Fifrée, musique: Pipin) - 2:30
14. Message de fin - 0:40

## Membres présents
- Gepetto ben Glabros - saxophone
- Rita Brantalou - guitare et paroles
- Hubert de la Motte Fifrée - batterie
- Sharon Glory - chant
- Ramon Pipin - guitare et musique
- Eddyck Ritchell - chant
- Shitty Télaouine - basse
- Costric 1er - paroles